# Salix delavayana
Salix delavayana ist ein Strauch oder kleiner Baum aus der Gattung der Weiden (Salix) mit meist 3 bis 8 Zentimeter langen Blattspreiten. Das natürliche Verbreitungsgebiet der Art liegt im Süden Chinas und in Tibet.

## Beschreibung
Salix delavayana wächst als Strauch oder bis zu 6 Meter hoher Baum. Die Zweige sind anfangs schwarzbraun und flaumig behaart und verkahlen später. Die Knospen sind braun und eiförmig. Die Laubblätter haben einen etwa 1 Zentimeter langen Blattstiel. Die Blattspreite ist länglich-elliptisch bis breit-elliptisch, 3 bis 8 Zentimeter lang und 1 bis 3 Zentimeter breit. Der Blattrand ist ganzrandig, die Blattbasis ist keilförmig bis gerundet, das Blattende spitz oder kurz zugespitzt. Die Blattoberseite ist hellgrün, die Unterseite blass oder bereift. Beide Seiten sind anfangs gelblich filzig behaart und verkahlen später. Neben der Hauptader werden 7 bis 14 Paare von seitlichen Blattadern gebildet. Die Nebenblätter sind schmal, schief eiförmig und haben einen drüsig gesägten Rand.
Die männlichen Blütenstände sind 2 bis 4, selten bis 5 Zentimeter lange und etwa 7 Millimeter durchmessende Kätzchen mit einem kurzen oder fehlenden Blütenstandsstiel und einer fein behaarten Blütenstandsachse. Die Tragblätter  sind länglich-elliptisch, fein behaart oder unbehaart, mehr oder weniger bewimpert und zur Spitze hin braun gefärbt. Männliche Blüten haben eine zylindrische adaxiale und eine etwas kürzere abaxiale Nektardrüse, die etwa ein Drittel der Länge der Tragblätter erreichen und manchmal gelappt sind. Die zwei Staubblätter sind voneinander getrennt. Die Staubfäden sind 2,3 bis 3,5 Millimeter lang und im oberen Bereich zottig behaart. Die Staubbeutel der Blüten am Ende des Kätzchens sind rot oder gelb gefärbt. Die weiblichen Kätzchen sind 2 bis 3 Zentimeter lang und haben einen Durchmesser von 4 bis 6 Millimetern. Der Blütenstandsstiel trägt zwei bis vier kleine Blätter. Die Tragblätter gleichen denen der männlichen Kätzchen. Weibliche Blüten haben eine eiförmige oder kurz zylindrische adaxiale Nektardrüse. Der Fruchtknoten ist eiförmig, sitzend oder kurz gestielt, der Griffel ist deutlich ausgebildet und zweilappig, die Narbe ist dick und ebenfalls zweilappig. Die Früchte sind etwa 5 Millimeter lange Kapseln. Salix delavayana blüht mit dem Blattaustrieb im April und Mai, die Früchte reifen im Juni.

## Verbreitung und Ökologie
Das natürliche Verbreitungsgebiet liegt in China im Westen der Provinz Sichuan, im Westen von Yunnan und im Osten des Autonomen Gebiets Tibet. Dort wächst die Art auf Berghängen, in Wäldern entlang von Flüssen und in Fichtenwäldern in Höhen von 2800 bis 4000 Metern.

## Systematik
Salix delavayana ist eine Art aus der Gattung der Weiden (Salix) in der Familie der Weidengewächse (Salicaceae). Dort wird sie der Sektion Denticulatae zugeordnet. Sie wurde 1929 vom österreichischen Botaniker Heinrich von Handel-Mazzetti in Symbolae Sinicae, Botanische Ergebnisse der Expedition der Akademie der Wissenschaften in Wien nach Sudwest-China wissenschaftlich beschrieben.
Es werden zwei Varietäten unterschieden:
- Salix delavayana var. delavayana mit kahlen oder nur an der Basis flaumig behaarten Fruchtknoten
- Salix delavayana var. pilososuturalis Y. L. Chou & C. F. Fang mit oberseits und teilweise unterseits fein behaarten Fruchtknoten[1]